# Сакаріас Боннат
Сакаріас Боннат (ісп. Zacarías Bonnat, нар. 27 лютого 1996) — домініканський важкоатлет, срібний призер Олімпійських ігор 2020 року.

## Результати
| Рік              | Місце                 | Вага             | Ривок            | Ривок            | Ривок            | Ривок            | Поштовх          | Поштовх          | Поштовх          | Поштовх          | Загалом          | Місце            |
| Рік              | Місце                 | Вага             | 1                | 2                | 3                | Місце            | 1                | 2                | 3                | Місце            | Загалом          | Місце            |
| Олімпійські ігри | Олімпійські ігри      | Олімпійські ігри | Олімпійські ігри | Олімпійські ігри | Олімпійські ігри | Олімпійські ігри | Олімпійські ігри | Олімпійські ігри | Олімпійські ігри | Олімпійські ігри | Олімпійські ігри | Олімпійські ігри |
| ---------------- | --------------------- | ---------------- | ---------------- | ---------------- | ---------------- | ---------------- | ---------------- | ---------------- | ---------------- | ---------------- | ---------------- | ---------------- |
| 2020             | Токіо, Японія         | до 81 кг         | 158              | 163              | 163              | 3                | 198              | 202              | 204              | 2                | 367              | 2                |
| Чемпіонат світу  |                       |                  |                  |                  |                  |                  |                  |                  |                  |                  |                  |                  |
| 2018             | Ашгабат, Туркменістан | до 89 кг         | 153              | 158              | 161              | 21               | 192              | 192              | 198              | 14               | 345              | 17               |
| 2019             | Паттайя, Таїланд      | до 81 кг         | 155              | 160              | 163              | 10               | 195              | 201              | 201              | 7                | 355              | 8                |